# Wölfis
Wölfis település Németországban, azon belül Türingiában. Lakosainak száma 1454 fő (2017. december 31.).

## Népesség
A település népességének változása:

| 2010 | 1 521 |
| 2017 | 1 454 |